# Kritika Mistrovství světa ve fotbale 2022
Pořádání mistrovství světa ve fotbale 2022 v Kataru vyvolalo množství kritiky. Média, sportovní experti a lidskoprávní organizace zpochybnili např. vhodnost Kataru jako hostitelské země i spravedlnost procesu jeho výběru. Kritika se dále soustředila na porušování lidských práv v zemi, korupci, ekologické dopady nebo pro šampionát nevhodné horké klima.  
Bývalý prezident FIFA Sepp Blatter dvakrát prohlásil, že udělení pořadatelství Kataru byla „chyba“. „Je to příliš malá země na pořádání tak velké akce. Byla to špatná volba. A já jako tehdejší předseda za to nesu odpovědnost,“ uvedl Blatter.

## Lidská práva
Jednou z nejdiskutovanějších otázek bylo zacházení s pracovníky najatými na budování infrastruktury. Podle britského deníku The Guardian zahynulo od roku 2010 na stavbě stadionů pro fotbalové mistrovství prokazatelně 6500 dělníků. Pocházeli především z Indie, Pákistánu, Nepálu, Bangladéše nebo Srí Lanky. Počet mrtvých je přitom podle deníku ještě významně vyšší, protože uvedené číslo nezahrnuje dělníky z dalších zemí, např. Filipín nebo Keni. 
Významným faktorem, který měl podíl na řadě z těchto úmrtí, byly velmi vysoké teploty, za kterých dělníci venku pracovali bez možnosti schovat se do stínu.
Pracovní podmínky dále zahrnovaly výrazné přesčasy, nedůstojné podmínky pro bydlení nebo nebezpečné práce. Dělníci také protestovali kvůli nevyplaceným mzdám nebo neoprávněnému krácení odměn. Některým byly zadržovány cestovní pasy.

## Ekologie
MS v Kataru je nejdražším mistrovstvím světa ve fotbale historie. Podle organizátorů má jít o první šampionát FIFA, který je uhlíkově neutrální a udržitelný. „Je těžké mluvit o udržitelném venkovním sportu, když musíte ochladit pomocí klimatizace celé stadiony, aby bylo pro sportovce bezpečné soutěžit,“ uvedla Rikke Rønholt Albertsenová z Dánského olympijského výboru. Klimatizace využívá elektřinu, která se v Kataru převážně vyrábí z fosilních zdrojů, jde tak o velkou ekologickou zátěž. Problematická je také doprava a emise skleníkových plynů spojené s výstavbou stadionů a další infrastruktury. „Organizátoři mystifikují fanoušky, sponzory a do jisté míry i politiky, aby uvěřili, že takový fotbalový turnaj lze uspořádat bez negativního vlivu na klima. To ovšem neodpovídá realitě,“ uvedl Gilles Dufrasne z organizace Carbon Market Watch.